# Steinbachmauer
Steinbachmauer ist eine Ortschaft und eine Katastralgemeinde der Gemeinde Göstling an der Ybbs im Bezirk Scheibbs in Niederösterreich.

## Siedlungsentwicklung
Zum Jahreswechsel 1979/1980 befanden sich in der Katastralgemeinde Steinbachmauer insgesamt 62 Bauflächen mit 22.749 m² und 16 Gärten auf 24.127 m², 1989/1990 gab es 61 Bauflächen. 1999/2000 war die Zahl der Bauflächen auf 198 angewachsen und 2009/2010 bestanden 120 Gebäude auf 210 Bauflächen.

## Bodennutzung
Die Katastralgemeinde ist forstwirtschaftlich geprägt. 154 Hektar wurden zum Jahreswechsel 1979/1980 landwirtschaftlich genutzt und 613 Hektar waren forstwirtschaftlich geführte Waldflächen. 1999/2000 wurde auf 149 Hektar Landwirtschaft betrieben und 642 Hektar waren als forstwirtschaftlich genutzte Flächen ausgewiesen. Ende 2018 waren 141 Hektar als landwirtschaftliche Flächen genutzt und Forstwirtschaft wurde auf 632 Hektar betrieben. Die durchschnittliche Bodenklimazahl von Steinbachmauer beträgt 18,9 (Stand 2010).